# André Soares (bispo)
André Soares (nascido em 7 de maio de 1956) é um bispo anglicano angolano aposentado. Tornou-se o primeiro bispo da Igreja Anglicana de Angola em 2003.

## Biografia
Soares nasceu numa aldeia de Kinfinga, no Distrito de Mayengo, município de Songo, filho de Lubuata e Leia Nzimbu Soares. Foi batizado em 1958. Em 1962, sua família fugiu para Zaire, onde ele foi confirmado em 1974, em Lukala, na província do Baixo Congo. No mesmo ano, seu tio o enviou para o Instituto Pastoral em Lukala. Após a libertação de Angola, Soares voltou para sua terra natal em 3 de março de 1975. A guerra civil frustrou a continuação de seus estudos, só retornando em 1978; mas logo foi obrigado a servir o exército, em fevereiro de 1979, sendo liberado apenas em setembro de 1980. Logo em seguida, a Assembleia Geral da igreja em Angola o enviou para mais estudos pastorais em Kalukembe, no sul de Angola, que frequentou até junho de 1983.
Em 9 de março de 1984, após seu treinamento, foi enviado para trabalhar em Uíge, o centro administrativo da Igreja Anglicana de Angola, junto ao delegado episcopal, Alexandre Luis Domingos, até novembro de 1988, quando transferiram o escritório principal para Luanda. André Soares foi ordenado pastor em 9 de setembro de 1984 e depois destacado para o distrito de Kandombe-Velho (Uíge). Na mesma época, terminou seus estudos secundários no Centro Pré-Universitário Dr. Antonio Agostinho Neto. Em sua primeira ordenação, Soares tinha 28 anos e enfrentou várias dificuldades devido ao governo do MPLA.
Após a igreja de Angola juntar-se à Comunhão Anglicana e durante a primeira visita do Bispo Dinis Sengulane, dos Libombos, foram ordenados os primeiros diáconos anglicanos, incluindo Soares, em dezembro de 1990. Após formação adicional, ele foi ordenado pastor a 29 de setembro de 1991, sendo o mais novo de todos os padres. Em fevereiro do ano seguinte, Rev. Alexandre Domingos, delegado episcopal de Angola, faleceu, e Rev. André mudou-se para Luanda, assumindo sua posição. Em janeiro de 2000, foi eleito vice-presidente do Conselho de Igrejas de Angola e, já como bispo, para o Comitê Inter-Igrejas de Paz de Angola (COIEPA).
Soares é casado com Janete João, e tem seis filhos e duas filhas.

## Episcopado
Em 2002, a Diocese Missionária de Angola foi criada pela Igreja Anglicana da África Austral, e inaugurada em 4 de agosto daquele ano, pelo bispo de Pretória, Job Seoka, e o bispo dos Libombos, Dinis Sengulane, representando o Arcebispo da Cidade do Cabo e Metropolitano da província, Njongonkulu Ndungane. André, que era arquidiácono da Arquidiaconia de Angola da Diocese dos Libombos, foi nomeado pelo Arcebispo como vigário geral da Diocese de Angola. Em 3 de maio de 2003, o Sínodo de Bispos da África Austral o elegeu Bispo Missionário.
André Soares recebeu a ordenação episcopal em 14 de setembro de 2003, na Igreja da Ressurreição em Wattville, Joanesburgo, Diocese de Highveld, junto com Mark van Koevering, bispo de Niassa. O bispo Soares foi instalado em Luanda no dia 28 de setembro seguinte.
Em março de 2010, Dom André ordenou as três primeiras mulheres, incluindo sua futura sucessora. Defendeu a ordenação de mulheres, argumentando tanto com a Bíblia quanto com a base da Comunhão Anglicana. Ele acredita que isso não é um obstáculo ao ecumenismo.
Em 2019, tornou-se o primeiro bispo diocesano quando a diocese missionária se tornou uma diocese independente. Quando a nova província, Igreja Anglicana de Moçambique e Angola (IAMA), foi estabelecida em 2021, Dom Carlos Matsinhe foi escolhido bispo presidente em exercício, e Dom André Soares tornou-se reitor interino.
Com a reorganização da diocese, dividida em novas quatro dioceses, Soares continuou como bispo da Diocese do Bom Pastor, em Luanda Norte, abrangendo o norte de Luanda e as províncias do Bengo e Cabinda. Ele se aposentou em dezembro de 2022. Filomena Teta Estevão foi eleita como primeira bispa da IAMA e sua sucessora. Atualmente é reitor emérito da província.